# Monte Scerrè
Il Monte Scerrè, in provincia di Varese noto anche come Scerè, alto 796 m s.l.m., fa parte del gruppo delle Prealpi Varesine.

## Descrizione
Insiste nei territori dei comuni di Bedero Valcuvia, Cunardo, Valganna, in provincia di Varese e fa da spartiacque fra la Valcuvia e la Valganna. Sulle sue pendici si trova il paesino di Mondonico, frazione della Valganna.

## Idrografia
La Bevera è un torrente della provincia di Varese, affluente dell'Olona. Nasce dal Monte Scerrè, presso Baraggia di Viggiù e scorre in direzione nordest-sudovest confluendo da sinistra nell'Olona a Varese. Attraversa i comuni di Viggiù, Arcisate, Cantello, Malnate e Varese. Il principale affluente è il Cavo Diotti. Le falde e molte sorgenti del fiume Bevera alimentano almeno il 60% dell'acqua potable della città di Varese e dei comuni limitrofi.
La fauna ittica comprende la trota fario, lo scazzone, il vairone, il gobione, il pesce persico, il persico sole, l'alborella, la lampreda padana ed il cobite comune.

## Monumenti

### Cappella della Madonna degli Alpini
Situata sul Monte Scerrè, da cui si gode un ottimo panorama su Bedero e tutta la Valcuvia. È stata dedicata a tutti gli alpini della valle nel 900'. Periodicamente, si svolgono feste e celebrazioni promosse da diverse organizzazioni, soprattutto il gruppo degli alpini.

### La Madonnina del Filo
Si trova a poco meno di cento metri dalla Cappella della Madonna degli Alpini, sul monte Scerrè, in una specie di "nicchia" scavata nella roccia.
È stata costruita da dei boscaioli, nei primi decenni del 1900, quando la legna era una preziosa risorsa per il paese e parecchi lavoravano come boscaioli. Il trasporto della legna dai boschi situati in quella zona dove ora sorge la Madonnina, avveniva mediante una sorta di teleferica costituita da un cavo di acciaio (filo) sul quale venivano appesi i fasci di legna, che per gravità, data la pendenza, scivolavano a valle in un punto accessibile ai carri che la trasportavano poi in paese per venderli.
Questa operazione veniva effettuata dai boscaioli del posto, che nella stagione invernale si associavano in gruppo per il lavoro di taglio e trasporto della legna.
Durante l'inverno del 1927 alcuni boscaioli di Bedero stavano trasportando in questo modo la legna, tagliata nei boschi situati sul Monte Scerrè. Durante l'operazione uno dei boscaioli restò impigliato nel carico di legna che partiva con rapida accelerazione, trascinandolo per un pezzo, dopo di che si staccò cadendo rovinosamente sulle rocce, ma fortunatamente restò illeso. I boscaioli, riconoscenti per l'episodio che aveva del miracoloso, in quel punto, sul Monte Scerrè, vollero costruire una piccola nicchia nella quale collocarono una Madonnina, che nella denominazione popolare divenne la “Madonna del Filo”.

### Tracce della Frontiera Nord
Alcuni manufatti della Frontiera Nord, il sistema difensivo italiano verso la Svizzera impropriamente noto come Linea Cadorna, si trovano nel versante più a nord del monte e consistono in una serie di trincee con postazioni per fucilieri e mitragliatrici, in tutto simili a quelle presenti sul resto del territorio dell'Alto Varesotto. I manufatti si possono raggiungere tramite un sentiero che risale nei boschi staccandosi dalla strada che risale dalla Valcuvia, poco dopo Bedero Valcuvia, sulla strada che porta a Cunardo, oppure risalendo il fianco nord-orientale del monte, dalla ex stazione dei tram di Ghirla. Altre tracce della Frontiera Nord sono presenti verso la vetta del monte, ma sono assai difficili da individuare perché nascoste dalla vegetazione.